# 1998. február 21-i konzisztórium
Az 1998. február 21-i konzisztóriumot II. János Pál pápa hívta össze január 18-án. Összesen 22 új bíborost kreált, közülük 21 pápaválasztó (80 év alatti). A pápaválasztó bíborosok közül 2 „in pectore” kreált bíboros, akiknek neve a 2001. február 21-i konzisztóriumon került nyilvánosságra. A pápa eredeti szándéka szerint 23 bíborost kreált volna, azonban Giuseppe Uhac érsek elhunyt a konzisztórium előtt.
| Nº                         | Ország                    | Név                                  | Életkor                | Hivatal                                                             |
| Pápaválasztó bíborosok     | Pápaválasztó bíborosok    | Pápaválasztó bíborosok               | Pápaválasztó bíborosok | Pápaválasztó bíborosok                                              |
| -------------------------- | ------------------------- | ------------------------------------ | ---------------------- | ------------------------------------------------------------------- |
| 1                          | Chile                     | Jorge Arturo Augustin Medina Estévez | 71                     | az Istentiszteleti és Szentségi Fegyelmi Kongregáció pro-prefektusa |
| 2                          | Olaszország               | Alberto Bovone                       | 75                     | a Szenttéavatási Ügyek Kongregációja pro-prefektusa                 |
| 3                          | Kolumbia                  | Darío Castrillón Hoyos               | 68                     | a Kléruskongregáció pro-prefektusa                                  |
| 4                          | Olaszország               | Lorenzo Antonetti                    | 75                     | az Apostoli Szék Vagyonkezelősége elnöke                            |
| 5                          | Amerikai Egyesült Államok | James Francis Stafford               | 65                     | a Világiak Pápai Tanácsa elnöke                                     |
| 6                          | Olaszország               | Salvatore De Giorgi                  | 67                     | a Palermói főegyházmegye érseke                                     |
| 7                          | Brazília                  | Serafim Fernandes de Araújo          | 73                     | a Belo Horizonte-i főegyházmegye érseke                             |
| 8                          | Spanyolország             | Antonio María Rouco Varela           | 61                     | a Madridi főegyházmegye érseke                                      |
| 9                          | Kanada                    | Aloysius Matthew Ambrozic            | 68                     | a Torontoi főegyházmegye érseke                                     |
| 10                         | Franciaország             | Jean Marie Julien Balland            | 63                     | a Lyoni főegyházmegye érseke                                        |
| 11                         | Olaszország               | Dionigi Tettamanzi                   | 63                     | a Genovai főegyházmegye érseke                                      |
| 12                         | Tanzánia                  | Polycarp Pengo                       | 53                     | a Dar-es-Salaam-i főegyházmegye érseke                              |
| 13                         | Ausztria                  | Christoph Schönborn O.P.             | 53                     | a Bécsi főegyházmegye érseke                                        |
| 14                         | Mexikó                    | Norberto Rivera Carrera              | 55                     | a Mexikóvárosi főegyházmegye érseke                                 |
| 15                         | Amerikai Egyesült Államok | Francis Eugene George O.M.I.         | 61                     | a Chicagói főegyházmegye érseke                                     |
| 16                         | Tajvan                    | Paul Shan Kuo-hsi S.J.               | 74                     | a Kaohsziungi egyházmegye püspöke                                   |
| 17                         | Olaszország               | Giovanni Cheli                       | 79                     | a Vándorlók és Útonlévők Pápai Tanácsa elnöke                       |
| 18                         | Olaszország               | Francesco Colasuonno                 | 73                     | Olaszország apostoli nunciusa                                       |
| 19                         | Olaszország               | Dino Monduzzi                        | 75                     | a Pápai Háztartás prefektusa                                        |
| Nem pápaválasztó bíborosok |                           |                                      |                        |                                                                     |
| 22                         | Zambia                    | Adam Kozłowiecki S.J.                | 86                     | a Lusakai főegyházmegye nyugalmazott érseke                         |
| „in pectore” bíborosok     |                           |                                      |                        |                                                                     |
|                            | Ukrajna                   | Marian Franciszek Jaworski           | 74                     | a Lvivi római katolikus főegyházmegye érseke                        |
|                            | Litvánia                  | Jānis Pujats                         | 70                     | a Rigai főegyházmegye érseke                                        |